# Teatro Recoletos
Teatro Recoletos fue el nombre de dos teatros de Madrid. El primero fue un teatro provisional situado en el número dos de la calle de Salustiano Olózaga, casi esquina al paseo de Recoletos de Madrid. Inaugurado en 1882 y especializado en el género cómico, cinco años después fue destruido por un incendio. El segundo, a veces llamado Teatro Club Recoletos, existió en el n.º 16 del paseo de Recoletos, de 1957 a 1974. A pesar de su aforo reducido, fue un teatro con programación relevante en la cartelera madrileña.

## Teatro Recoletos (1882-1887)
El empresario Antonio Groselles presentó una solicitud el 21 de mayo de 1880 para instalar un teatro de verano junto a Recoletos, en un solar propiedad de Eusebio Mata. Tras ganar un pleito al Ayuntamiento y los vecinos de la zona que habían advertido los peligros de incendio que acompañaban a estas construcciones provisionales totalmente de madera, el edificio, con diseño de Carlos Velasco Peinado, se inauguró el 10 de junio de 1882. 
Dedicado al género cómico en funciones por horas, por sus tablas pasaron actores como Joaquina Pino, Lucrecia Arana, Mariano de Larra, García Valoro y un jovencísimo Enrique Chicote.
Fue considerado el peor de los teatros veraniegos de la ciudad, y tal y como habían previsto algunos funcionarios del Ayuntamiento madrileño, tras varias reformas sufrió un incendio en 1887, no volviéndose a edificar.

## Teatro Recoletos (1957-1974)
En marzo de 1957, la empresa teatral creada por Carmen Troitiño, Manuel Benítez Sánchez-Cortés y Luis Escobar abrió una nueva sala de teatro con el nombre de Teatro Recoletos o Teatro Club Recoletos. Estaba situado en los bajos del n.º 16 del paseo de Recoletos, a poca distancia del primer teatro, y se consideraba el teatro más pequeño de Madrid, con apenas 280 butacas. La inauguración fue un auténtico acto de sociedad, y se estrenó Fuera es de noche, de Luis Escobar, con Mary Carrillo y Enrique Diosdado en los papeles protagonistas. El Teatro Recoletos tuvo programación continua hasta 1974, año de su cierre. El local se convirtió entonces en discoteca.

## Algunas obras estrenadas en la década de 1880
- Meterse en Honduras (1883)
- Toros de Puntas (1884)
- Los bandos de villafrita (1884)
- Mazantini (1884)
- Ganar el pleito (1885)
- Un capitán de lanceros
- Una doncella de encargo (1885)
- ¡Como esta la sociedad!
- Libertad de cultos (1887)